# اچ‌ام‌سی‌اس میناس (جی۱۶۵)
اچ‌ام‌سی‌اس میناس (جی۱۶۵) (به انگلیسی: HMCS Minas (J165)) یک کشتی است که طول آن ۱۸۰ فوت (۵۴٫۹ متر) می‌باشد. این کشتی در سال ۱۹۴۱ ساخته شد.